# Sant'Antonio di Gallura
Sant'Antonio di Gallura es un municipio situado en el territorio de la Provincia de Sassari, en Cerdeña (Italia).

## Demografía
| Gráfica de evolución demográfica de Sant'Antonio di Gallura entre 1861 y 2001 |
|                                                                               |
| Fuente ISTAT - elaboración gráfica de Wikipedia                               |

1. ↑  Worldpostalcodes.org, código postal n.º 07030.
2. ↑  «Codici Catastali». Comuni-italiani.it (en italiano). Consultado el 29 de abril de 2017.

- Datos: Q341014
- Multimedia: Sant'Antonio di Gallura / Q341014